# Laboratorios Leti
Laboratorios Leti es una empresa farmacéutica venezolana con base en Guarenas. Forma parte del Grupo Leti, el cual con otras empresas se dedica a la fabricación de productos farmacéuticos.
Su historia se remontan a 1950, en 1985 trasladan sus operaciones al Parque Industrial de Guarenas. Alrededor de los años 1990 lanzan la marca Genven.